# Geuvânio
Geuvânio Santos Silva (Ilha das Flores, 5 aprile 1992) è un calciatore brasiliano, attaccante dell'Oeste.

## Caratteristiche tecniche
È un'ala sinistra.

## Carriera

### Club
Cresciuto nelle giovanili del Santos, ha esordito in prima squadra il 7 giugno 2012 in un match pareggiato 1-1 contro il Fluminense.

## Statistiche

### Presenze e reti nei club
Statistiche aggiornate al 21 novembre 2017.
| Stagione                | Squadra                 | Campionato              | Campionato | Campionato | Coppe nazionali | Coppe nazionali | Coppe nazionali | Coppe continentali | Coppe continentali | Coppe continentali | Altre coppe | Altre coppe | Altre coppe | Totale | Totale | Totale |
| Stagione                | Squadra                 | Comp                    | Pres       | Reti       | Comp            | Pres            | Reti            | Comp               | Pres               | Reti               | Comp        | Pres        | Reti        | Pres   | Reti   |        |
| ----------------------- | ----------------------- | ----------------------- | ---------- | ---------- | --------------- | --------------- | --------------- | ------------------ | ------------------ | ------------------ | ----------- | ----------- | ----------- | ------ | ------ | ------ |
| 2012                    | Santos                  | A+PAU                   | 4+0        | 0          | CB              | 0               | 0               |                    | -                  | -                  |             | -           | -           | 4      | 0      |        |
| 2013                    | Penapolense             | D+PAU                   | 0+11       | 0+1        | CB              | 0               | 0               |                    | -                  | -                  |             | -           | -           | 11     | 1      |        |
| 2013                    | Santos                  | A+PAU                   | 7+0        | 0          | CB              | 0               | 0               |                    | -                  | -                  |             | -           | -           | 7      | 0      |        |
| 2014                    | Santos                  | A+PAU                   | 24+18      | 4+7        | CB              | 5               | 3               |                    | -                  | -                  |             | -           | -           | 47     | 14     |        |
| 2015                    | Santos                  | A+PAU                   | 28+17      | 6+3        | CB              | 6               | 1               |                    | -                  | -                  |             | -           | -           | 51     | 10     |        |
| Totale Santos           | Totale Santos           | Totale Santos           | 98         | 21         |                 | 11              | 4               |                    | -                  | -                  |             | -           | -           | 109    | 25     |        |
| 2016                    | Tianjin Quanjian        | LO                      | 29         | 9          | CC              | 1               | 1               |                    | -                  | -                  |             | -           | -           | 30     | 10     |        |
| 2017                    | Tianjin Quanjian        | SL                      | 5          | 0          | CC              | 1               | 0               |                    | -                  | -                  |             | -           | -           | 6      | 0      |        |
| Totale Tianjin Quanjian | Totale Tianjin Quanjian | Totale Tianjin Quanjian | 34         | 9          |                 | 2               | 1               |                    | -                  | -                  |             | -           | -           | 36     | 10     |        |
| 2017                    | Flamengo                | A+CAR                   | 16+0       | 0          | CB              | 0               | 0               | CS                 | 1                  | 1                  | PL          | 1           | 0           | 18     | 0      |        |
| Totale carriera         | Totale carriera         | Totale carriera         | 159        | 30         |                 | 13              | 5               |                    | 1                  | 1                  |             | 1           | 0           | 174    | 37     |        |

## Palmarès

### Competizioni statali
- Campionato paulista: 1

Santos: 2011, 2012, 2015

### Competizioni internazionali
- Coppa Libertadores: 1

Santos: 2011
- Recopa Sudamericana: 1

Santos: 2012

### Competizioni nazionali
- Campionato cinese di seconda divisione: 1

Tianjin Quanjian: 2016